# Büşra Ersanlı
Büşra Ersanlı (née en 1950 à Istanbul) est une intellectuelle turque connue pour ses travaux sur les minorités et notamment sur le rôle des livres scolaires turcs dans l'historiographie.

## Carrière
Elle est professeur de sciences politiques à l'Université Marmara d'Istanbul.

## Arrestation et procès
Elle est parallèlement membre du parti kurde autorisé, le BDP.
Le 28 octobre 2011, elle est arrêtée dans le cadre d'une opération contre une organisation politique kurde, le KCK et placée en détention provisoire, ainsi que 605 autres suspects, selon les chiffres du ministère de l'Intérieur turc. La loi antiterroriste, modifiée et élargie en 2006, permet un jugement par des tribunaux d'exception (Özel Yetkili Mahkemelerin).
Elle est accusée de diriger une organisation terroriste et risque de 15 à 22 ans de prison. Son procès avec d'autres intellectuels comme l'éditeur Ragıp Zarakolu ou l'éditeur et traducteur Deniz Zarakolu, débute le 2 juillet 2012 et est l'occasion de dénoncer une répression qui vise les intellectuels sous un chef d'accusation bien trop extensif d'appartenance à un groupe terroriste. Elle est libérée le 13 juillet 2012, au vu des dispositions de la loi n° 6235  qui est entrée en vigueur le 5 juillet pour limiter l'abus de détentions préventives et dont de nombreux autres prévenus, au contraire, n'en bénéficient pas.

## Récompenses
- 2013 - Prix de la liberté d'expression (prix organisé conjointement par Oxfam Novib et PEN International) ; co-lauréate avec Samar Yazbek (écrivain et journaliste, Syrie), Enoh Meyomesse (écrivain et cofondateur de l'Association des écrivains camerounais, Cameroun), Nargess Mohammadi (activiste, journaliste et directrice du Centre des défenseurs des droits de l'Homme, Iran) et Déo Namujimbo (journaliste, République démocratique du Congo)[1]